# Joseph Calleia
Joseph Alexander Caesar Herstall Vincent Calleia (Rabat, 4 agosto 1897 – Sliema, 31 ottobre 1975) è stato un attore statunitense di origine maltese.

## Biografia
Nato da Pasquale ed Elena Calleja, fu educato nei college di St. Julian e St. Aloyisius di Malta. Appassionato di musica, il giovane Calleia organizzò una band di suonatori di armonica a bocca e nel 1914, appena diciassettenne, riuscì a lasciare Malta per raggiungere l'Europa. Con la band intraprese una carriera artistica itinerante, cantando nei caffè, nei music-hall e nei locali notturni di diverse città europee. Trasferitosi negli Stati Uniti, continuò per un certo periodo a fare il cantante, dopodiché, alla metà degli anni venti, il suo interesse si spostò alla recitazione.
Calleia si fece un certo nome a Broadway, dove apparve in innumerevoli rappresentazioni di successo, tra le quali The Front Page nel 1928-1929 e The Last Mile (1930). La sua carriera cinematografica prese invece avvio nel 1931 con i film My Sin e Il capitano. Negli anni successivi diventò un versatile e apprezzato caratterista, interprete di numerosi ruoli di poliziotti, e di villain in film polizieschi e western, spesso con personaggi dai nomi italiani e ispanici. In Riffraff (1936) interpretò addirittura un incorreggibile seduttore, accanto a Spencer Tracy e Jean Harlow, mentre in Tre strani amici (1936) fu il gangster Joe Calerno, e nella commedia poliziesca Dopo l'uomo ombra (1936) impersonò "Dancer", il titolare di un locale notturno.
Il ruolo dell'ispettore Slimane in Un'americana nella Casbah, accanto a Charles Boyer e Hedy Lamarr, gli valse il National Board of Review Awards 1938, cui seguirono numerose altre notevoli performance come quelle di Alejandro Uradi in Il conquistatore del Messico (1939), El Sordo in Per chi suona la campana (1943), del detective Maurice Obregon nel celebre Gilda (1946), con Rita Hayworth e Glenn Ford, e del fisico Enrico Fermi in La morte è discesa a Hiroshima (1947).
Calleja continuò la sua attività di valente caratterista anche durante gli anni cinquanta, interpretando numerosi ruoli latini come Juan Moreno in L'amante di ferro (1952), Rico Herrera in Il tesoro sommerso (1955), Pablo Morales in Il tesoro di Pancho Villa (1955). Verso il termine della sua brillante carriera, partecipò ancora a due notevoli produzioni, L'infernale Quinlan (1958) di Orson Welles, nel ruolo del sergente di polizia Pete Menzies, e l'epico La battaglia di Alamo (1960) di John Wayne, nella parte di Juan Seguin. Il ritiro dall'attività artistica avvenne nel 1963, con una partecipazione alla serie televisiva Polvere di stelle e al film di gangster Johnny Cool, messaggero di morte (1963).
Dopo il ritiro dalle scene, Calleia tornò ad abitare nella natia isola di Malta con la moglie Eleanor Vassallo, che aveva sposato nel 1929 e che morì nel 1968. L'attore si spense il 31 ottobre 1975, all'età di settantotto anni, nella località di Sliema, e fu sepolto nella tomba di famiglia a Paola, nel cimitero di Santa Maria Addolorata.
Nel 1997, per celebrare il centenario della nascita di Calleia, le poste maltesi emisero in suo onore due francobolli commemorativi. Nel 2005 un busto raffigurante l'attore, opera dello scultore Anton Agius, fu eretto davanti alla sua casa natale.

## Filmografia

### Cinema
- My Sin, regia di George Abbott (1931)
- Il capitano (His Woman), regia di Edward Sloman (1931)
- The Divorce Racket, regia di Aubrey Scotto (1932)
- Missione eroica (Public Hero N. 1), regia di J. Walter Ruben (1935)
- Riffraff, regia di J. Walter Ruben (1936)
- Fuoco liquido (Exclusive Story), regia di George B. Seitz (1936)
- Tre strani amici (Tough Guy), regia di Chester M. Franklin (1936)
- L'ultima prova (His Brother's Wife), regia di W. S. Van Dyke (1936)
- Sworn Enemy, regia di Edwin L. Marin (1936)
- Sinner Take All, regia di Errol Taggart (1936)
- Dopo l'uomo ombra (After the Thin Man), regia di W.S. Van Dyke (1936)
- Man of the People, regia di Edwin L. Marin (1937)
- Il grande segreto (The Bad Man of Brimstone), regia di J. Walter Ruben (1937)
- Maria Antonietta (Marie Antoinette), regia di W.S. Van Dyke (1938)
- Un'americana nella Casbah (Algiers), regia di John Cromwell (1938)
- Il conquistatore del Messico (Juarez), regia di William Dieterle (1939)
- The Gorilla, regia di Allan Dwan (1939)
- La tragedia del Silver Queen (Five Came Back), regia di John Farrow (1939)
- Passione (Golden Boy), regia di Rouben Mamoulian (1939)
- Segreto mortale (Full Confession), regia di John Farrow (1939)
- Mia bella pollastrella (My Little Chickadee), regia di Edward F. Cline (1940)
- Avventura nel Wyoming (Wyoming), regia di Richard Thorpe (1940)
- The Monster and the Girl, regia di Stuart Heisler (1941)
- Inferno nel deserto (Sundown), regia di Henry Hathaway (1941)
- Il libro della giungla (Jungle Book), regia di Zoltán Korda (1942)
- La chiave di vetro (The Glass Key), regia di Stuart Heisler (1942)
- Per chi suona la campana (For Whom the Bell Tolls), regia di Sam Wood (1943)
- La croce di Lorena (The Cross of Lorraine), regia di Tay Garnett (1943)
- I cospiratori (The Conspirators), regia di Jean Negulesco (1944)
- Gilda, regia di Charles Vidor (1946)
- In nome dell'amore (Deadline at Dawn), regia di Harold Clurman (1946)
- La morte è discesa a Hiroshima (The Beginning or the End), regia di Norman Taurog (1947)
- Lo sparviero di Londra (Lured), regia di Douglas Sirk (1947)
- Gianni e Pinotto contro i gangsters (The Noose Hangs High), regia di Charles Barton (1948)
- Le quattro facce del West (Four Faces West), regia di Alfred E. Green (1948)
- Nodo scorsoio (Noose), regia di Edmond T. Gréville (1948)
- La spia del lago (Captain Carey, U.S.A.), regia di Mitchell Leisen (1950)
- The Palomino, regia di Ray Nazarro (1950)
- Il marchio di sangue (Branded), regia di Rudolph Maté (1950)
- La vendicatrice (Vendetta), regia di Mel Ferrer (1950)
- Rodolfo Valentino (Valentino), regia di Lewis Allen (1951)
- L'immagine meravigliosa (The Light Touch), regia di Richard Brooks (1952)
- When in Rome, regia di Clarence Brown (1952)
- Il pirata yankee (Yankee Buccaneer), regia di Frederick de Cordova (1952)
- L'amante di ferro (The Iron Mistress), regia di Gordon Douglas (1952)
- Occhio alla palla (The Caddy), regia di Norman Taurog (1953)
- Il tesoro sommerso (Underwater!), regia di John Sturges (1955)
- Il tesoro di Pancho Villa (The Treasure of Pancho Villa), regia di George Sherman (1955)
- Il piccolo fuorilegge (The Littlest Outlaw), regia di Roberto Gavaldón (1955)
- Serenata (Serenade), regia di Anthony Mann (1956)
- La donna venduta (Hot Blood), regia di Nicholas Ray (1956)
- Selvaggio è il vento (Wild Is the Wind), regia di George Cukor (1957)
- L'infernale Quinlan (Touch of Evil), regia di Orson Welles (1958)
- Johnny, l'indiano bianco (The Light in the Forest), regia di Herschel Daugherty (1958)
- Il portoricano (Cry Tough), regia di Paul Stanley (1959)
- La battaglia di Alamo (The Alamo), regia di John Wayne (1960)
- Johnny Cool, messaggero di morte (Johnny Cool), regia di William Asher (1963)

### Televisione
- Have Gun - Will Travel – serie TV, episodio 2x01 (1958)
- The Phil Silvers Show – serie TV, 1 episodio (1959)
- Zorro – serie TV, 1 episodio (1959)
- Polvere di stelle (Bob Hope Presents the Chrysler Theatre) – serie TV, 1 episodio (1963)

## Doppiatori italiani
- Giorgio Capecchi in I cospiratori, Gilda, Il marchio di sangue, L'amante di ferro, Il tesoro di Pancho Villa, Il piccolo fuorilegge, Johnny, l'indiano bianco
- Lauro Gazzolo in Il conquistatore del Messico, La croce di Lorena, Il pirata yankee, Occhio alla palla, Selvaggio è il vento, L'infernale Quinlan
- Stefano Sibaldi in Inferno nel deserto
- Mario Besesti in Il libro della giungla
- Mario Gallina in Per chi suona la campana
- Aldo Silvani in Valentino
- Bruno Persa in Il tesoro sommerso
- Amilcare Pettinelli in La donna venduta
- Oreste Rizzini in Il libro della giungla (1° ridoppiaggio)
- Antonio Colonnello in Il libro della giungla (2° ridoppiaggio)
- Adolfo Lastretti in La chiave di vetro (ridoppiaggio)
- Dante Biagioni in Per chi suona la campana (2° ridoppiaggio)
- Luciano De Ambrosis in Zorro (ridoppiaggio)